# ウラジーミル・ゾガ

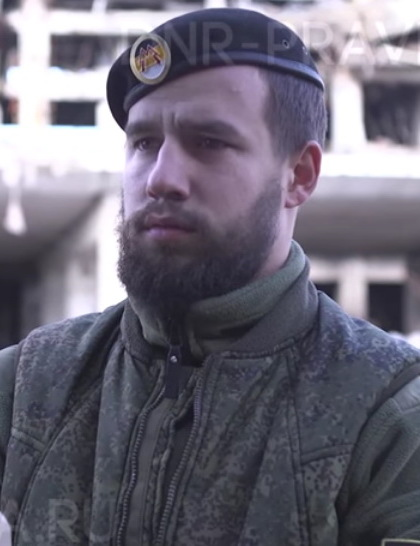
生前のウラジーミル・ゾガ（2016年10月18日）

ウラジーミル・アルテモヴィチ・ゾガ（ロシア語: Владимир Артёмович Жога、ウクライナ語: Володимир Артемович Жога、1993年5月26日 - 2022年3月5日）は、ウクライナ東部で「ドネツク人民共和国」を名乗る親ロシア派武装勢力の一つであるスパルタ大隊の指導者だった人物。2022年ロシアのウクライナ侵攻中にウクライナ軍との戦闘で戦死。「Воха」の名で知られた。

## 経歴
1993年5月26日ウクライナ・スラヴャンスクに生まれる。2014年にドンバス戦争中父とともにスパルタ大隊に参加。スパルタ大隊は同地の最も大きな親ロシア派武装勢力でありイデオロギーはネオナチに位置づけられる。
スパルタ大隊の指導者アルセン・パヴロフが暗殺された後にその指導者となり、1000人の過激派に成長したスパルタ大隊の指揮を執った。ウクライナで最も有名な親ロシア派分離主義者だった。
2022年ロシアのウクライナ侵攻中の2022年3月5日ヴォルノヴァーハの戦いにおいてウクライナ軍と交戦中に戦死した。彼の戦死を受けて「ドネツク人民共和国首長」を自称しているデニス・プシーリンは「ドネツク人民共和国英雄」を彼に追贈し、またロシア大統領ウラジーミル・プーチンは「ロシア連邦英雄」の称号を彼に追贈した。